# Renate Langer
Renate Langer, właściwie René Langer (ur. 20 maja 1956 w Monachium) – niemiecka aktorka filmowa i fotomodelka.

## Życiorys
Urodziła się i wychowała w Monachium, gdzie uczęszczała do Willi-Graf-Gymnasium. Została odkryta jako fotomodelka. W 1972 roku zadebiutowała w małej roli nagiej dziewczyny w kapeluszu w komedii romantycznej Romana Polańskiego Co? (Che?) z Marcello Mastroiannim i Sydne Rome. Potem była często obsadzana w filmach erotycznych, w tym Melody in Love (1978) z Saschą Hehnem, Disco-Fieber (1979), Zärtlich, aber frech wie Oskar (1980), Ein dicker Hund (1982) i Catherine  Augen der Lust (1982).
W latach 80. pozowała do magazynów Praline, Mayfair, High Society, Superstar czy Pleasure, a w 1986 do lutowej niemieckiej edycji Playboya. Można ją było także dostrzec w filmach: Die Story (1983), Kir Royal (1986), Ein Schloß am Wörthersee (1990).
26 września 2017 zgłosiła szwajcarskiej policji w St. Gallen, że w 1972 roku, kiedy miała 15 lat została zgwałcona przez Romana Polańskiego; w jej mniemaniu tamtejsze prawo pozwoli na dochodzenie sprawiedliwości mimo upływu lat, udostępniła dziennikowi New York Times kopię korespondencji ze szwajcarskim funkcjonariuszem, który zapewnił kobietę, że sprawdzi, czy istnieją podstawy do wniesienia przez nią oskarżenia. Wyjaśniła, że nie informowała wcześniej o tym służb głównie ze względu na troskę o swoich rodziców. Zastrzegła jednak, że rok po zdarzeniu zwierzyła się swojemu chłopakowi. W listopadzie 2017 roku, po rozpatrzeniu jej zawiadomienia szwajcarska prokuratora w Brnie podała do wiadomości, że nie może podjąć działań ponieważ karalność domniemanego przestępstwa już się przedawniła. Przy tej okazji prawnik Romana Polańskiego Herve Temime oświadczył, że jego klient uznaje zarzuty Langer za bezpodstawne.
Langer twierdzi, że została przedstawiona Polańskiemu po tym, jak zaczęła pracę w agencji modelek w Monachium. Młoda dziewczyna miała udać się do posiadłości Polańskiego w Gstaad, by za zgodą rodziców wziąć udział w castingu. Jak twierdzi, reżyser miał ją zgwałcić w sypialni swojego domu. 15-letnia wówczas Langer nie przyznała się rodzicom w obawie przed ich reakcją. Po miesiącu reżyser miał zadzwonić do dziewczyny i zaproponować jej rolę w komedii Co?. Jak twierdzi, początkowo Polański zachowywał się wobec niej normalnie, ale pewnej nocy ponownie miał ją zgwałcić w sypialni domu, który wynajmowała wraz z innymi osobami.

## Filmografia
- 1972: Co? (Che?) jako naga dziewczyna w kapeluszu
- 1978: Hurra, die Schwedinnen sind da jako Antje Kühl
- 1978: Melody in Love jako przyjaciółka Angeli
- 1980: Schulmädchen-Report. 13. Teil: Vergiß beim Sex die Liebe nicht jako Thea
- 1980: Zärtlich aber frech wie Oskar jako Marie-Luise
- 1981: Ein Kaktus ist kein Lutschbonbon jako Gabys Kollegin
- 1982: Ein dicker Hund jako Bea
- 1984: Lody na patyku 5: Wielka miłość (Eis am Stiel 5: Die große Liebe) jako asystentka ratownika
- 1984: Die Story jako Marion
- 1985: Klinika w Schwarzwaldzie (Die Schwarzwaldklinik)
- 1987: Police des moeurs: Les filles de Saint Tropez jako blondynka
- 1988: Die Venusfalle